# Хаџићи (Илијаш)
Хаџићи су насељено мјесто у Босни и Херцеговини у општини Илијаш које административно припада Федерацији Босне и Херцеговине. Према попису становништва из 1991. у насељу је живјело 53 становника.

## Становништво
| Националност       | 1991. | 1981. | 1971. | 1961. |
| Срби               | 53    | 80    | 86    | 100   |
| Хрвати             |       | 1     |       |       |
| остали и непознато |       |       |       | 1     |
| Укупно             | 53    | 81    | 86    | 101   |

| Демографија | Демографија | Демографија |
| Година      | Становника  | Становника  |
| ----------- | ----------- | ----------- |
| 1961.       | 101         |             |
| 1971.       | 86          |             |
| 1981.       | 81          |             |
| 1991.       | 53          |             |